# Amalgaid mac Éndai
Amalgaid mac Éndai (m. 601) fue un rey de Munster perteneciente a la rama de los Eóganacht Áine de Eoganachta y aparece como el primer rey de esta rama.
La cronología de los reyes de Munster los reyes de este periodo es confusa. Los Anales de Tigernach le mencionan como rey en 596 junto con su hermano Garbán mac Éndai y se le menciona también como rey en el Libro de Leinster. Sin embargo, el pro-Glendamnach Laud Synchronisms le omite, al igual que hace la saga de Senchas Fagbála Caisil.
Su hijo Cúán mac Amalgado (m. 641) fue también Rey de Munster.